# 창발적 게임플레이
창발적 게임플레이(emergent gameplay)는 비디오 게임, 보드 게임, 또는 롤플레잉 게임에서 비교적 단순한 게임 메커니즘들의 상호작용으로 인해 창발적으로 발생하는 복잡한 상황들을 의미한다.
디자이너들은 플레이어에게 게임 엔진 내에 웹 브라우저를 배치하는 것(이브 온라인, 더 매트릭스 온라인 등), XML 통합 도구 및 프로그래밍 언어를 제공하는 것(세컨드 라이프 등), 환율을 고정하는 것(엔트로피아 유니버스 등), 그리고 퍼즐을 풀기 위해 원하는 모든 개체를 생성할 수 있도록 허용하는 것(스크리블너츠 등)과 같은 도구를 제공함으로써 창발적 플레이를 장려하려고 시도했다.

## 의도적 창발성
의도적 창발성은 게임의 창의적인 사용이 게임 디자이너에 의해 의도된 경우에 발생한다. 1970년대와 1980년대부터 코스믹 인카운터나 던전 & 드래곤과 같은 보드 게임 및 롤플레잉 게임은 플레이어에게 비교적 단순한 규칙이나 플레이 프레임워크를 제공하여 창의적인 전략이나 상호작용을 탐색하고 이를 승리 또는 목표 달성에 활용하도록 의도적으로 장려함으로써 주요 게임 기능으로 의도적 창발성을 특징으로 삼았다.

### 창의적 해결책
데이어스 엑스 및 시스템 쇼크와 같은 이머시브 심은 창발적 게임플레이를 기반으로 제작된 게임이다. 이 게임들은 플레이어 캐릭터에게 다양한 능력과 도구를 제공하고, 규칙에 의해 확립된 일관된 게임 세계를 제공하지만, 플레이어에게 특정 해결책을 강요하지 않으며, 제안된 해결책으로 플레이어를 안내할 수 있다. 문을 막고 있는 경비병을 지나치기 위해 플레이어는 경비병을 직접 공격하거나, 몰래 다가가 기절시키거나, 경비병을 다른 곳으로 유인하거나, 파쿠르를 사용하여 보이지 않는 다른 입구로 도달하는 등 여러 해결책을 선택할 수 있다. 이러한 게임에서는 게임 디자이너가 예상하지 못한 해결책을 사용하여 게임 내 문제를 해결하는 것이 가능할 수 있다. 예를 들어, 데이어스 엑스에서 디자이너들은 플레이어가 벽에 설치된 지뢰를 벽을 오르기 위한 피톤으로 사용하는 것을 발견하고 놀랐다. 비슷한 개념이 로그라이크 게임에도 존재하는데, 2008년 베를린 해석에 따르면 로그라이크에서 창발적 게임플레이는 매우 중요한 요소로 간주된다.
이러한 창발성은 마인크래프트, 드워프 포트리스 또는 스페이스 스테이션 13과 같이 개방형 게임플레이와 방대한 시뮬레이션된 콘텐츠를 통해 게임에서 발생할 수도 있다. 이 게임들은 특정 엔드게임 기준이 없지만, 이머시브 심즈와 유사하게 일관되고 규칙 기반의 세계를 제공한다. 이 게임들은 종종 플레이어에게 게임 내에서 무엇을 할 수 있는지에 대한 튜토리얼을 제공한다. 이를 통해 플레이어는 게임을 플레이하는 의도된 방식을 따르거나, 마인크래프트 내의 사치스러운 시뮬레이션된 기계와 같이 완전히 다른 방향으로 나아갈 수 있다.
특정 종류의 개방형 퍼즐 게임 역시 창발적 게임플레이를 지원할 수 있다. Zachtronics에서 제작한 SpaceChem 및 Infinifactory와 같은 게임들은 대체로 프로그래밍 퍼즐로 간주되며, 플레이어는 다양한 입력으로부터 특정 제품을 생산하기 위해 메커니즘의 조각들을 조립해야 한다. 이 게임들은 사용 가능한 구성 요소의 수나 프로세스 완료에 필요한 시간에 대한 제한이 없지만, 게임 내 순위표를 통해 플레이어는 온라인 친구들보다 더 효율적인 해결책을 만들도록 장려된다. 각 퍼즐은 적어도 하나의 가능한 해결책이 존재하도록 고안되었지만, 플레이어들은 종종 더 우아하거나, 구성 요소를 예상치 못한 방식으로 사용하거나, 의도된 경로에서 크게 벗어나는 창발적 해결책을 찾아낸다.

### 창발적 내러티브
일부 게임은 비선형적이라도 미리 계획된 스토리 구조를 사용하지 않는다.
심즈에서는 플레이어의 행동에서 이야기가 창발적으로 발생할 수 있다. 하지만 플레이어에게 너무 많은 통제권이 주어져서, 플레이어는 이야기를 상호작용하기보다는 이야기를 창조하는 쪽에 가깝다. 창발적 내러티브는 플레이어에 의해 부분적으로만 생성될 것이다. 데이어스 엑스의 디자이너인 워렌 스펙터는 창발적 내러티브가 선형적인 스토리텔링의 감정적 영향을 결여한다고 주장했다.
레프트 4 데드는 다이내믹한 게임 드라마, 페이싱, 난이도 시스템인 디렉터를 특징으로 한다. 디렉터가 작동하는 방식은 "절차적 내러티브"라고 불린다. 난이도가 일정한 수준으로 증가하는 대신, AI는 플레이어들이 지금까지 게임에서 어떻게 진행했는지 분석하고, 그들에게 내러티브 감각을 줄 수 있는 후속 이벤트를 추가하려고 노력한다.
마인크래프트와 드워프 포트리스 또한 게임 내 요소들이 추상적으로 표현되는 방식 덕분에 창발적 내러티브 기능을 가지고 있으며, 이는 시스템 전반에 걸친 기능들이 여러 객체에 적용될 수 있도록 하여 각기 다른 상태에 대한 특수 자산을 개발할 필요가 없다. 이는 창발적 내러티브에 도움이 되는 비플레이어 제어 개체에 대해 더 현실적인 행동을 생성할 수 있다. 예를 들어, 드워프 포트리스에서는 게임 내 살아있는 모든 생물체가 알코올로 인해 취한 상태가 될 수 있으며, 이는 취기로 인한 무작위 움직임을 생성하지만, 취한 생명체에 대한 새로운 자산과 모델이 필요한 더 표현적인 게임과는 달리 고유하게 다른 것을 표시할 필요가 없다. 이러한 추상적이고 상호작용하는 시스템이기 때문에 개발자들이 전혀 예상하지 못했던 창발적 행동을 생성할 수 있다.

## 의도하지 않은 창발성
의도하지 않은 창발성은 비디오 게임의 창의적인 사용이 게임 디자이너에 의해 의도되지 않았을 때 발생한다.

### 글리치 또는 버그 기반 전략
창발적 게임플레이는 게임 AI가 소프트웨어 개발자조차 예상치 못한 행동을 수행하거나 효과를 생성할 때 발생할 수 있다. 이는 소프트웨어 글리치, 게임이 정상적으로 작동하지만 비정상적인 방식으로 플레이될 때 예상치 못한 결과를 생성하는 경우, 또는 AI 개발을 허용하는 소프트웨어 때문일 수 있다. 예를 들어, 크리처스 시리즈에서 발생할 수 있는 계획되지 않은 유전적 질병이 그렇다.
여러 게임, 특히 1인칭 슈팅 게임에서는 게임 글리치나 물리적 특성이 유효한 전략이 되거나, 심지어 자체적인 게임 유형을 만들어내기도 한다. 이드 소프트웨어의 퀘이크 시리즈에서 로켓 점프와 스트레이프 점프가 그러한 두 가지 예시이다. 게임 헤일로 2에서는 근접 공격 버튼(B)을 누른 뒤 재장전 버튼(X)과 기본 사격 버튼(R 트리거)을 빠르게 누르면 플레이어가 근접 공격 후 총이 다시 제자리에 돌아올 때까지 기다릴 필요 없이 사격할 수 있었다. 이러한 행동은 "BXR-ing"으로 알려졌다. 또 다른 예시로는 건즈 온라인이 있는데, 애니메이션 취소와 무기 전환이 커뮤니티에서 "버터플라이"로 알려진 벽을 따라 이동하는 수단으로 발전했다.
Starsiege: Tribes는 물리 엔진에 글리치가 있어서 플레이어가 점프 키를 빠르게 눌러 가파른 경사를 "스키 타듯" 오르내리며 상당한 속도를 얻을 수 있었다. 이 글리치의 활용은 게임 플레이의 핵심이 되었고, 원래 디자이너들이 넓은 지도를 횡단하는 주요 수단으로 예상했던 차량을 대체했다.
캡콤의 프로그래밍 실수 덕분에 스트리트 파이터 II에서 콤보 개념이 도입되었다. 숙련된 플레이어들은 타이밍을 정확히 맞추면 상대방이 회복할 시간을 주지 않는 여러 공격을 조합할 수 있다는 것을 알게 되었다.
플레이스테이션 1 버전의 FIFA 시리즈의 2004년 에디션에는 오프 더 볼 움직임과 터치 감응 패스 같은 새로운 공격 기술들이 추가되었는데, 이 모든 것은 아날로그 컨트롤러 사용을 위해 설계되었다. 특히 숙련된 플레이어들은 최소한 1999년 에디션부터 오리지널 비아날로그 스틱 PS 컨트롤러를 능숙하고 빠르게 조작하여 이러한 기능들을 인위적으로 게임 시리즈에 구현해 왔다. 이 게임은 싱글 플레이에서 가장 어려운 난이도에서도 인공지능이 일관되게 복제하거나 방어할 수 없는 설명서의 여러 속임수를 사용하여 비교적 쉽게 이길 수 있었다. 그러나 장기 플레이어들은 이러한 속임수를 사용하지 않고 게임을 더 현실적인 축구 시뮬레이션에 가깝게 만들려고 시도하면서, 단순한 게임 내 인공지능이 상대 팀으로부터 더 큰 창의성으로 플레이어로부터 삼투압적으로 학습하고, 오프 더 볼 플레이어 및 슛 방향을 선택하는 데 있어서 명백한 학습 지능을 보이는 것처럼 보인다는 것을 발견했다. 이는 비아날로그 컨트롤러로는 불가능하다고 여겨졌던 것들이다.

### 게임 목표 변경
온라인 자동차 경주 게임에서, 특히 프로젝트 고담 레이싱에서는 플레이어들이 "고양이와 쥐"라는 대안 목표를 만들었다. 레이서들은 최소 두 대의 차량으로 팀을 이룬다. 각 팀은 매우 느린 차량 한 대를 쥐로 선택하고, 그들의 목표는 느린 차량이 먼저 결승선을 통과하는 것이다. 따라서 빠른 차량을 탄 팀원들은 느린 차량을 선두로 밀어주고 상대 팀의 느린 차량을 도로 밖으로 밀어내려 한다.
특정 아이템을 얻지 않거나 게임플레이의 필수적인 부분을 건너뛰면서 게임을 완료하는 것은 시퀀스 브레이킹을 초래하는데, 이 기술은 자체적인 전담 커뮤니티를 형성했다. 종종 완료 속도 및 최소한의 아이템 사용은 존경받는 업적이다. 이 기술은 메트로이드 게임 시리즈에서 오랫동안 사용되어 왔으며 스피드런에 전념하는 커뮤니티로 발전했다. 넷핵은 시간이 지남에 따라 그러한 많은 도전을 "행동(conduct)"으로 성문화하고, 예를 들어 평화주의자 또는 채식주의자 규율을 깨지 않고 캐릭터를 완료한 플레이어를 인정한다. 이와 유사한 형태의 제한된 게임플레이는 월드 오브 워크래프트 내에서 "아이언 맨" 레벨링으로 구현되었다.
게임플레이의 변화는 사실상의 미니게임을 만드는 데 사용될 수 있다. 예를 들어 슈퍼 마리오 64의 "그린 데몬 챌린지"에서는 플레이어가 1UP을 수집하는 것을 피하는 것이 목표인데, 1UP은 플레이어를 쫓아 지형을 통과하기도 하며, 플레이어는 레벨의 모든 빨간 코인을 수집해야 한다. 다른 도전 과제들은 일반적으로 도달할 수 없는 지역이나 아이템에 도달하는 것을 중심으로 구성되었는데, 때로는 글리치나 게임플레이 도구를 사용하거나, '점프' 버튼이나 조이스틱과 같은 중요한 게임 컨트롤을 사용하지 않고 레벨을 완료하는 것을 포함한다.
비디오 게임 엔진의 컴퓨터 애니메이션을 사용하여 영화를 제작하는 머시니마는 1996년에 시작되었다. 1996년 이드 소프트웨어의 컴퓨터 게임 퀘이크에서 데스매치를 녹화하는 관행은 서사를 추가함으로써 확장되었고, 이로써 목표는 승리에서 영화 제작으로 변경되었다. 이후 게임 개발자들은 머시니마 제작을 위한 지원을 늘렸는데, 예를 들어 라이언헤드 스튜디오의 2005년 게임 더 무비즈는 이를 위해 맞춤 제작되었다.

### 실제 경제 상호작용
경제 시스템을 갖춘 MMO의 거래자들은 순전히 가상 게임 개체나 아바타를 획득하기 위해 플레이하며, 이를 경매 웹사이트나 게임 통화 교환 사이트에서 실제 돈으로 판매한다. 이는 원래 게임 디자이너의 목표와 상관없이 거래자의 플레이 목표가 실제 돈을 버는 것이 되도록 만든다.
많은 게임이 EULA에서 통화 거래를 금지하고 있지만, 여전히 흔한 관행이다.
일부 플레이어는 게임 내 통화로 실제 세계 서비스(예: 웹사이트 디자인, 웹 호스팅)를 제공한다. 이는 게임 이벤트와 무관하게 플레이어가 게임 내에서 부/권력을 얻기 때문에 게임 경제에 영향을 미칠 수 있다. 예를 들어, 이 전략은 블리자드 엔터테인먼트의 월드 오브 워크래프트에서 사용된다.

## 같이 보기
- 대체 현실 게임
- 세포 자동자, 다양한 창발적 패턴을 생성할 수 있는 0인용 "게임"
- 오염된 피 사건
- 게임 지니
- 이머시브 심
- 메타게이밍
- 절차적 생성 § 소프트웨어 예시
- 롬 해킹
- 해커 문화
- 샌드박스 게임